# Thioaldéhyde

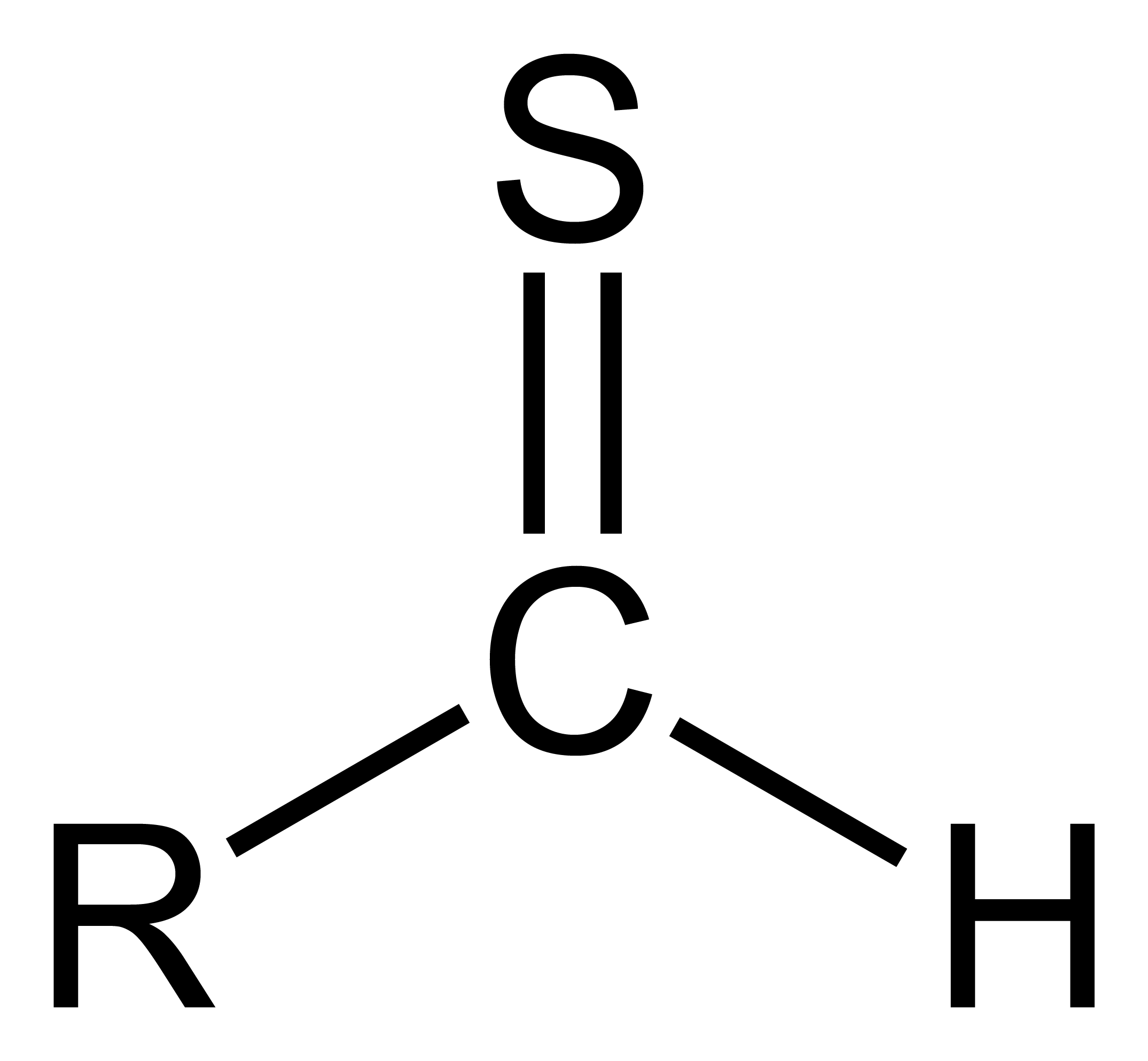
Structure chimique d'un thial.

Un thioaldehyde ou thial est un groupe fonctionnel analogue d'un aldéhyde, dans lequel l'atome d'oxygène serait remplacé par un atome de soufre. Les thioaldéhydes sont en général plus réactifs que les thiocétones. Les thioaldéhydes ayant une structure simple sont en général instables, comme le thioformaldéhyde H2C=S, qui se condense pour former un trimère cyclique, le 1,3,5-trithiane. Cependant, les thioladéhydes suffisamment encombrés stériquement peuvent être isolés.
Dans les premiers travaux, l'existence de thioaldéhydes été déduite de piégeages. Par exemple, on a supposé que la réaction du 2,4-disulfide de 1,3,2,4-dithiadiphosphétane avec le benzaldéhyde formait le thiobenzaldéhyde, qui forme un cycloadduit avec l'ylure de dithiophosphine pour former un cycle de C2PS3.